# Joel McNeely
Joel McNeely [dʒoʊ(ə)l mæk nilɪ] (* 1959 in Madison, Wisconsin) ist ein US-amerikanischer Filmmusikkomponist. Darüber hinaus hat er vor allem mit dem Royal Scottish National Orchestra zahlreiche ältere Filmmusiken neu aufgenommen, sodass er seit 1992 auf über 100 Aufnahmen und Kompositionen zurückblicken kann. 1993 gewann er für seine Musik zu Die Abenteuer des jungen Indiana Jones einen Emmy.

## Karriere
McNeelys Eltern waren beide in den Bereichen Musik und Theater tätig, sodass McNeely bereits als Kind Klavier, Saxophon, Bass und Flöte spielte. Eine Begegnung mit Elmer Bernstein inspirierte ihn schließlich dazu, Filmmusikkomponist zu werden. Mit 14 Jahren wurde er an der Interlochen Arts Academy in Michigan aufgenommen, wo er sich auf Komposition und Flötenspiel spezialisierte. Nachdem er dort abgeschlossen hatte, studierte er Jazz an der University of Miami. Obwohl dort noch ohne Abschluss, tourte McNeely bereits um die Welt und spielte mit Musikern wie Tony Bennett, Peggy Lee, Al Green, Melissa Manchester, Chuck Mangione, Bobby Caldwell, Jaco Pastorius und Dave Leibman.
An der Eastman School of Music in Rochester, New York, an der er zusammen mit Christopher Rouse studierte, erlangte er schließlich den Master in Komposition. Während des Studiums wurde McNeely vor allem als Komponist und Orchestrator stark von seinem Mentor Rayburn Wright beeinflusst. Nach seinem Abschluss ging McNeely nach Los Angeles, wo er begann, als Studiomusiker in der Filmindustrie zu arbeiten. Ein Jahr später stellte sich jedoch Frustration ein, da sich McNeely in seinen Möglichkeiten als Komponist eingeschränkt sah. Zusammen mit seiner Frau Margaret mietete er von ihrem Ersparten ein Studio und produzierte eine Demoaufnahme. Erstellt in nur einer Nacht, zirkulierte das Band kurz darauf in Hollywood. Er wurde eingeladen, am Sundance Film Institute an einem Komponisten-Lehrgang der American Society of Composers, Authors, and Publishers teilzunehmen, wo junge Talente an Agenten vermittelt werden. Tatsächlich konnte McNeely mit seinen Fähigkeiten überzeugen und begann seine Karriere als Filmmusikkomponist für das Fernsehen, darunter die Disney-Serie Splash too, die TV-Serien The parent trap und Davy Crocket, das TV-Musical Polly und Steven Spielbergs Tiny Toon Abenteuer.
In den frühen 1990er Jahren wurde auch George Lucas auf McNeely aufmerksam und verpflichtete ihn für seine TV-Serie Die Abenteuer des jungen Indiana Jones, für die McNeely 1993 mit einem Emmy ausgezeichnet wurde. Später setzte Lucas für seine Produktion Radioland Murders – Wahnsinn auf Sendung (1994) und für den Soundtrack des Multimedia-Projekts Star Wars: Shadows of the Empire (1996) erneut auf McNeely. Doch bereits zwei Jahre zuvor schaffte McNeely 1994 mit der Filmmusik zu Iron Will – Der Wille zum Sieg den Sprung vom Fernsehen zum Film. Es folgten weitere, mit denen sich McNeely weiter etablieren konnte, darunter Actionfilme wie Tödliche Geschwindigkeit (1994), Abenteuerfilme wie Gold Diggers – Das Geheimnis von Bear Mountain (1995) und TV-Adaptionen wie Flipper (1996).
Seit dieser Zeit macht McNeely außerdem durch Neuaufnahmen alter Filmmusikkompositionen für das Plattenlabel Varèse Sarabande auf sich aufmerksam. 1995 wurde die Neueinspielung von Bernard Herrmanns Musik zu Fahrenheit 451 veröffentlicht, in den Jahren danach folgten Vertigo – Aus dem Reich der Toten und Psycho. Bis heute kann McNeely auf fast 30 Aufnahmen zurückblicken, zuletzt veröffentlichte er die Aufbereitung von Der Tag, an dem die Erde stillstand.
Nach der Jahrtausendwende kehrte McNeely teilweise zum Fernsehen zurück, um für James Camerons TV-Serie Dark Angel zu arbeiten. Cameron setzte wie schon George Lucas auch weiterhin auf McNeely und verpflichtete ihn für sein IMAX-3D-Dokumentarfilm Die Geister der Titanic. Anschließend wurde er für einige Disney-Fortsetzungen wie Peter Pan: Neue Abenteuer in Nimmerland (2002) und Mulan 2 (2004) engagiert.
McNeely lebt mit seiner Frau, der Violinistin Margaret Batjer, und seinen beiden Kindern in Hidden Hills in Kalifornien.

## Ehrungen
Joel McNeely gewann 1993 einen Emmy für seine Herausragende individuelle Leistung in Musikkomposition für eine Serie (Dramatischer Underscore) in Die Abenteuer des jungen Indiana Jones (1992, Episode Young Indiana Jones And The Scandal Of 1920). Zusätzlich wurde er nominiert für seine Herausragende individuelle Leistung in Musikregie für die Episode Young Indiana Jones And The Mystery Of The Blues.
1998 gewann McNeely seine bisher zweite Auszeichnung. Er erhielt für seine musikalische Mitarbeit am Film Air Force One (1997) den ASCAP Award. 2003 wurde er für seine Arbeit an Peter Pan: Neue Abenteuer in Nimmerland (2002) für einen Annie Award nominiert.

## Filmografie (Auswahl)

### Filmmusik
- 1988: Splash, Too – Die Nixe aus New York (Splash, Too)
- 1989: Polly – Ein Engel auf Erden (Polly)
- 1994: Iron Will – Der Wille zum Sieg (Iron Will)
- 1994: Radioland Murders – Wahnsinn auf Sendung (Radioland Murders)
- 1994: Tödliche Geschwindigkeit (Terminal Velocity)
- 1995: Gold Diggers – Das Geheimnis von Bear Mountain (Gold Diggers: The Secret of Bear Mountain)
- 1996: Flipper
- 1997: Die schrillen Vier in Las Vegas (Vegas Vacation)
- 1998: Mit Schirm, Charme und Melone (The Avengers)
- 1998: Star Force Soldier (Soldier)
- 1999: Virus – Schiff ohne Wiederkehr (Virus)
- 2000: Lover’s Prayer (All Forgotten)
- 2000: Hallo, ich bin der Weihnachtsmann! (Santa Who?)
- 2002: Peter Pan: Neue Abenteuer in Nimmerland (Return to Never Land)
- 2003: Das Dschungelbuch 2 (The Jungle Book 2)
- 2003: Die Geister der Titanic (Ghosts of the Abyss)
- 2003: Das Geheimnis von Green Lake (Holes)
- 2003: Uptown Girls – Eine Zicke kommt selten allein (Uptown Girls)
- 2004: Stateside
- 2004: Mulan 2
- 2005: Heffalump – Ein neuer Freund für Winnie Puuh (Pooh’s Heffalump Movie)
- 2005: Lilo & Stitch 2 – Stitch völlig abgedreht (Lilo & Stitch 2: Stitch Has a Glitch)
- 2006: Cap und Capper 2 (The Fox and the Hound II)
- 2007: Cinderella – Wahre Liebe siegt (Cinderella III: A Twist in Time)
- 2007: Ich weiß, wer mich getötet hat (I Know Who Killed Me)
- 2008: Tinkerbell (Tinker Bell)
- 2009: Tinkerbell – Die Suche nach dem verlorenen Schatz (Tinker Bell and the Lost Treasure)
- 2010: Tinkerbell – Ein Sommer voller Abenteuer (Tinker Bell and the Great Fairy Rescue)
- 2012: Das Geheimnis der Feenflügel (Secret of the Wings)
- 2014: Tinkerbell und die Piratenfee (The Pirate Fairy)
- 2014: A Million Ways to Die in the West
- 2015: Tinkerbell und die Legende vom Nimmerbiest (Tinker Bell and the Legend of the NeverBeast)

### Fernsehen
- 1990: Hitler’s Daughter
- 1993–1995: Die Abenteuer des jungen Indiana Jones (The Young Indiana Jones Chronicles, Serie)
- 1997: Buffalo Soldiers
- 1998: Buddy Faro
- 2000: Sally Hemmings: An American Scandal (Miniserie)
- 2000: Dark Angel (Serie)
- 2001: All Souls (Serie)
- 2002: The Court (Serie)
- 2011: Die großen Feenspiele (Pixie Hollow Games)

### Neueinspielungen
- 1995: Fahrenheit 451
- 1996: Vertigo – Aus dem Reich der Toten (Vertigo)
- 1997: Psycho
- 1998: Immer Ärger mit Harry (The Trouble with Harry)
- 1999: Citizen Kane
- 2000: Marnie
- 2000: Der weiße Hai (Jaws)
- 2001: Herr der drei Welten (The 3 Worlds of Gulliver)
- 2002: Boulevard der Dämmerung (Sunset Boulevard)